# Calcio agli Island Games 2007 - Torneo femminile
Il torneo di calcio femminile agli Island Games 2007, che si sono svolti a Rodi, fu la quarta edizione della competizione. I 21 incontri si svolsero tra il 30 giugno ed il 6 luglio 2007 e videro la vittoria finale delle Isole Åland, che batterono in finale Isola del Principe Edoardo 3-0.

## Formato
Fu giocato da 11 squadre, suddivise in quattro gruppi, tre da tre squadre ciascuno ed uno da due. Il torneo era organizzato in due fasi: la prima prevedeva un girone all'italiana con gare di sola andata, escluso il Gruppo D dove le due squadre si affrontarono due volte. Nella seconda fase una serie di scontri diretti in base alla posizione in classifica, decisero i piazzamenti dall'undicesimo al primo posto.

## Partecipanti
- Isola del Principe Edoardo
- Isola di Wight
- Jersey
- Bermuda
- Guernsey
- Ebridi Esterne

- Isole Åland
- Groenlandia
- Rodi
- Isola di Man
- Gotland

## Città e Stadi
Gli stadi scelti per ospitare le gare della competizione furono:
| Città    | Stadio                  | Capacità |
| -------- | ----------------------- | -------- |
| Kalithea | Koskinou Stadium        | -        |
| Afantou  | Afandou Stadium         | -        |
| Rodi     | Kresmati Stadium        | -        |
| Rodi     | Agios Apostolos Stadium | -        |

## Competizione

### Fase a gruppi

#### Gruppo A
| Squadra                    | P.ti | G | V | P | S | GF | GS | DR |
| -------------------------- | ---- | - | - | - | - | -- | -- | -- |
| Isola del Principe Edoardo | 6    | 2 | 2 | 0 | 0 | 8  | 0  | +8 |
| Isola di Wight             | 3    | 2 | 1 | 0 | 1 | 1  | 4  | -3 |
| Jersey                     | 0    | 2 | 0 | 0 | 2 | 0  | 5  | -5 |

| Afantou 30 giugno 2007, ore 10:00 | Jersey | 0 – 1 | Isola di Wight | Afandou Stadium |

| Calitea 1º luglio 2007, ore 10:00 | Isola del Principe Edoardo | 4 – 0 | Jersey | Koskinou Stadium |

| Rodi 2 luglio 2007, ore 18:00 | Isola di Wight | 0 – 4 | Isola del Principe Edoardo | Kresmasti Stadium |

#### Gruppo B
| Squadra        | P.ti | G | V | P | S | GF | GS | DR |
| -------------- | ---- | - | - | - | - | -- | -- | -- |
| Bermuda        | 6    | 2 | 2 | 0 | 0 | 7  | 3  | +4 |
| Guernsey       | 3    | 2 | 1 | 0 | 1 | 3  | 3  | 0  |
| Ebridi Esterne | 0    | 2 | 0 | 0 | 2 | 2  | 6  | -4 |

| Rodi 30 giugno 2007, ore 10:00 | Ebridi Esterne | 2 – 4 | Bermuda | Agios Apostolos Stadium |

| Afantou 1º luglio 2007, ore 10:00 | Guernsey | 2 – 0 | Ebridi Esterne | Afandou Stadium |

| Calitea 2 luglio 2007, ore 18:00 | Bermuda | 3 – 1 | Guernsey | Koskinou Stadium |

#### Gruppo C
| Squadra     | P.ti | G | V | P | S | GF | GS | DR  |
| ----------- | ---- | - | - | - | - | -- | -- | --- |
| Isole Åland | 6    | 2 | 2 | 0 | 0 | 10 | 0  | +10 |
| Groenlandia | 3    | 2 | 1 | 0 | 1 | 5  | 2  | +3  |
| Rodi        | 0    | 2 | 0 | 0 | 2 | 0  | 13 | -13 |

| Calitea 30 giugno 2007, ore 10:00 | Rodi | 0 – 5 | Groenlandia | Koskinou Stadium |

| Rodi 1º luglio 2007, ore 18:00 | Groenlandia | 0 – 2 | Isole Åland | Agios Apostolos Stadium |

| Afantou 2 luglio 2007, ore 18:00 | Isole Åland | 8 – 0 | Rodi | Afandou Stadium |

#### Gruppo D
| Squadra      | P.ti | G | V | P | S | GF | GS | DR |
| ------------ | ---- | - | - | - | - | -- | -- | -- |
| Isola di Man | 3    | 2 | 1 | 0 | 1 | 4  | 3  | +1 |
| Gotland      | 3    | 2 | 1 | 0 | 1 | 3  | 4  | -1 |

| Rodi 1º luglio 2007, ore 18:00 | Gotland | 2 – 1 | Isola di Man | Kresmasti Stadium |

| Rodi 2 luglio 2007, ore 17:00 | Isola di Man | 3 – 1 | Gotland | Agios Apostolos Stadium |

### Fase finale

#### Finali 9º-11º posto

##### Semifinale
- La perdente si classifica undicesima

| Rodi 4 luglio 2007, ore 10:00 | Jersey | 0 – 1 | Ebridi Esterne | Agios Apostolos Stadium |

##### Finale 9º-10º posto
| Rodi 5 luglio 2007, ore 10:00 | Ebridi Esterne | 2 – 0 | Rodi | Agios Apostolos Stadium |

#### Finali 5º-8º posto

##### Semifinali
| Rodi 4 luglio 2007, ore 10:00 | Isola di Wight | 1 – 0 | Guernsey | Kresmasti Stadium |

| Rodi 4 luglio 2007, ore 10:00 | Groenlandia | 1 – 2 | Gotland | Agios Apostolos Stadium |

##### Finale 7º-8º posto
| Calitea 5 luglio 2007, ore 10:00 | Guernsey | 3 – 0 | Groenlandia | Koskinou Stadium |

##### Finale 5º-6º posto
| Rodi 5 luglio 2007, ore 17:00 | Isola di Wight | 3 – 2 | Gotland | Kresmasti Stadium |

#### Finali 1º-4º posto

##### Semifinali
| Calitea 4 luglio 2007, ore 17:00 | Isola del Principe Edoardo | 5 – 0 | Bermuda | Koskinou Stadium |

| Afantou 4 luglio 2007, ore 17:00 | Isole Åland | 2 – 0 | Isola di Man | Afandou Stadium |

##### Finale 3º-4º posto
| Afantou 5 luglio 2007, ore 17:00 | Bermuda | 0 – 0 | Isola di Man | Afandou Stadium |

### Finale
| Calitea 6 luglio 2007, ore 10:00 | Isola del Principe Edoardo | 0 – 3 referto | Isole Åland | Koskinou Stadium |

## Campione
ISOLE ÅLAND
(Primo titolo)

### Classifica finale
| Pos | Paese                      | Medaglia |
| --- | -------------------------- | -------- |
| 1   | Isole Åland                | Oro      |
| 2   | Isola del Principe Edoardo | Argento  |
| 3   | Bermuda                    | Bronzo   |
| 4   | Isola di Man               |          |
| 5   | Isola di Wight             |          |
| 6   | Gotland                    |          |
| 7   | Guernsey                   |          |
| 8   | Groenlandia                |          |
| 9   | Ebridi Esterne             |          |
| 10  | Rodi                       |          |
| 11  | Jersey                     |          |